# 레온타인 프라이스

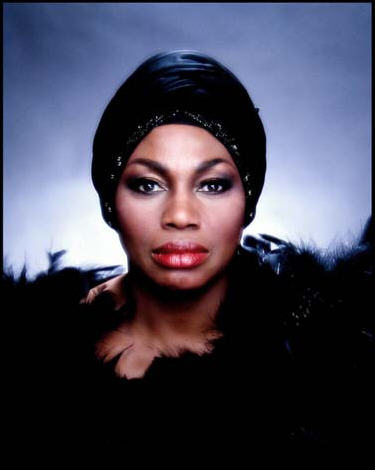
1994년의 레온틴 프라이스

메리 바이올렛 레온틴 프라이스 (Mary Violet Leontyne Price 1927년 2월 10일 ~)는 미국의 소프라노이다. 미시시피 로렐에서 태어나고 자랐으며, 1950년대와 1960년대에 국제적인 명성을 얻었으며 메트로폴리탄 오페라에서 최고의 공연가가 된 아프리카계 미국인이자 그녀의 세대에서 가장 인기있는 미국 클래식 성악가 중 한 명이다.
한 비평가가 프라이스의 목소리를 "생생한", "솟은 소리", "진주를 넘어선 프라이스"로 묘사하였다. 타임지는 그 목소리를 "풍부하고 유연하며 빛나고 있었다. 연기가 자욱한 메조에서 완벽하게 회전 된 높은 C의 순수한 소프라노 금으로 쉽게 치솟을 수 있었다."라고 묘사했다.
리리코 스핀토 소프라노인 프라이스는 베르디의 "중기"오페라의 여주인공인 아이다, 일 트로바토레, 운명의 힘의 레오노라에 특히 적합하다고 여겨졌다 . 그녀는 자코모 푸치니와 볼프강 아마데우스 모차르트의 오페라에서 주요 역할에 대한 해석으로도 유명했다.
오페라에서 은퇴한 후 그녀는 1997년까지 리사이틀과 오케스트라 콘서트에 계속 출연했다.
그녀의 많은 영예와 상은 대통령 자유 메달 (1964) 등의 명예 학위 및 19개의 그래미 어워드 등이 있다.

## 삶과 경력
레온틴 프라이스는 미시시피 로렐에서 태어났다. 그녀의 아버지 제임스는 제재소에서 일했으며 어머니 캐서린은 교회 합창단에서 노래하는 조산사였다.
14세 때, 그녀는 잭슨에서 마리안 앤더슨이 노래하는 것을 들으려고 학교 여행을 갔다가 영감을 받았다고 하는 경험을 했다. "그녀가 무대에 올라온 순간, 나는 그렇게 걸어 가고 싶다고 생각했다. 가능하면 그 근처에서 소리가 난다"고 그녀는 2008년 한 인터뷰에서 말했다.

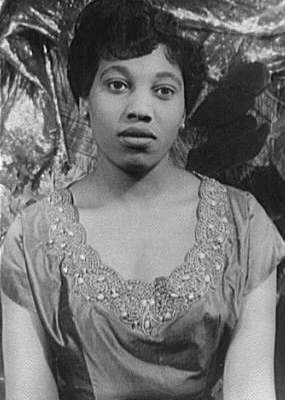
1951년의 레온틴 프라이스

십대 시절, 레온틴은 합창을 위해 노래와 피아노를 하였다.
1955년 3월, 그녀는 그녀의 대리인에 의해 베를린 필 하모닉과 함께 여행하던 젊은 오스트리아 지휘자 헤르베르트 폰 카라얀의 카네기 홀에서 오디션을 받았다. 카라얀은 베르디의 운명의 힘의 "파체, 파체, 미오 디오"의 노래에 깊은 인상을 받았다. 그녀는 "미래의 예술가"라고 말하면서 미래의 유럽 경력을 감독하도록 요청했다.
다음 세 시즌 동안 프라이스는 계속해서 리사이틀을 했다. 1956년에 프라이스는 인도를 여행한 후 내년에 한 달 동안 호주를 여행하며 콘서트와 리사이틀을 했다. 두 투어 모두 미국 국무부의 후원 아래 있었다. 1957년 5월 3일 미시간주 앤아버에서 열린 메이 페스티벌에서 콘서트 공연에서 아이다를 불렀다.

## 참고 문헌